# Oppelschacht

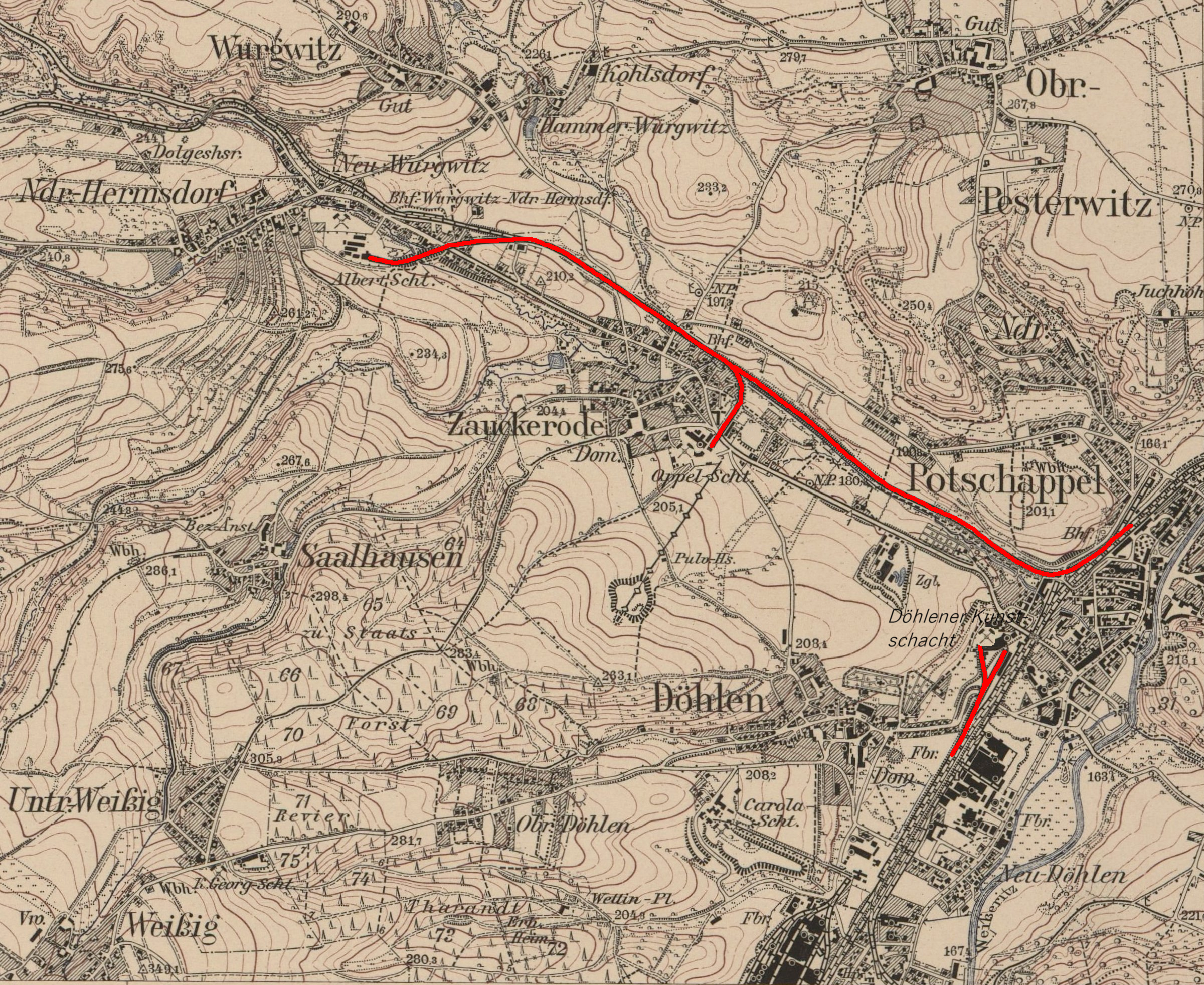
Karte der Schachtanlagen (Meßtischblatt, 1913)

Der Oppelschacht war eine Steinkohlengrube des Königlichen Steinkohlenwerkes Zauckerode. Der Schacht lag im westlichen Teil der Steinkohlenlagerstätte des Döhlener Beckens auf Zauckeroder Flur.
Der Schacht trug den Namen von Bergrat Carl Wilhelm von Oppel.

## Geschichte

### Oppelschacht
Das Königliche Steinkohlenwerk Zauckerode begann 1833 bei 193,95 m NN mit dem Teufen eines Haupt-, Kunst- und Förderschachtes, der zunächst den Namen Friedrichschacht erhielt. Erst nach dem Tod Carl Wilhelm von Oppels im November 1833 erhielt er dessen Namen. Die Schachtscheibe maß etwa 5,15 × 1,42 Meter. Sie wurde nach dem damaligen Stand der Technik von dem Freiberger Maschinendirektor Christian Friedrich Brendel als ausreichend für die Aufnahme der Kunstsätze und des Fahr- und Fördertrums angesehen.

Rückansicht der ehemaligen Kohlenschreiberei 1937

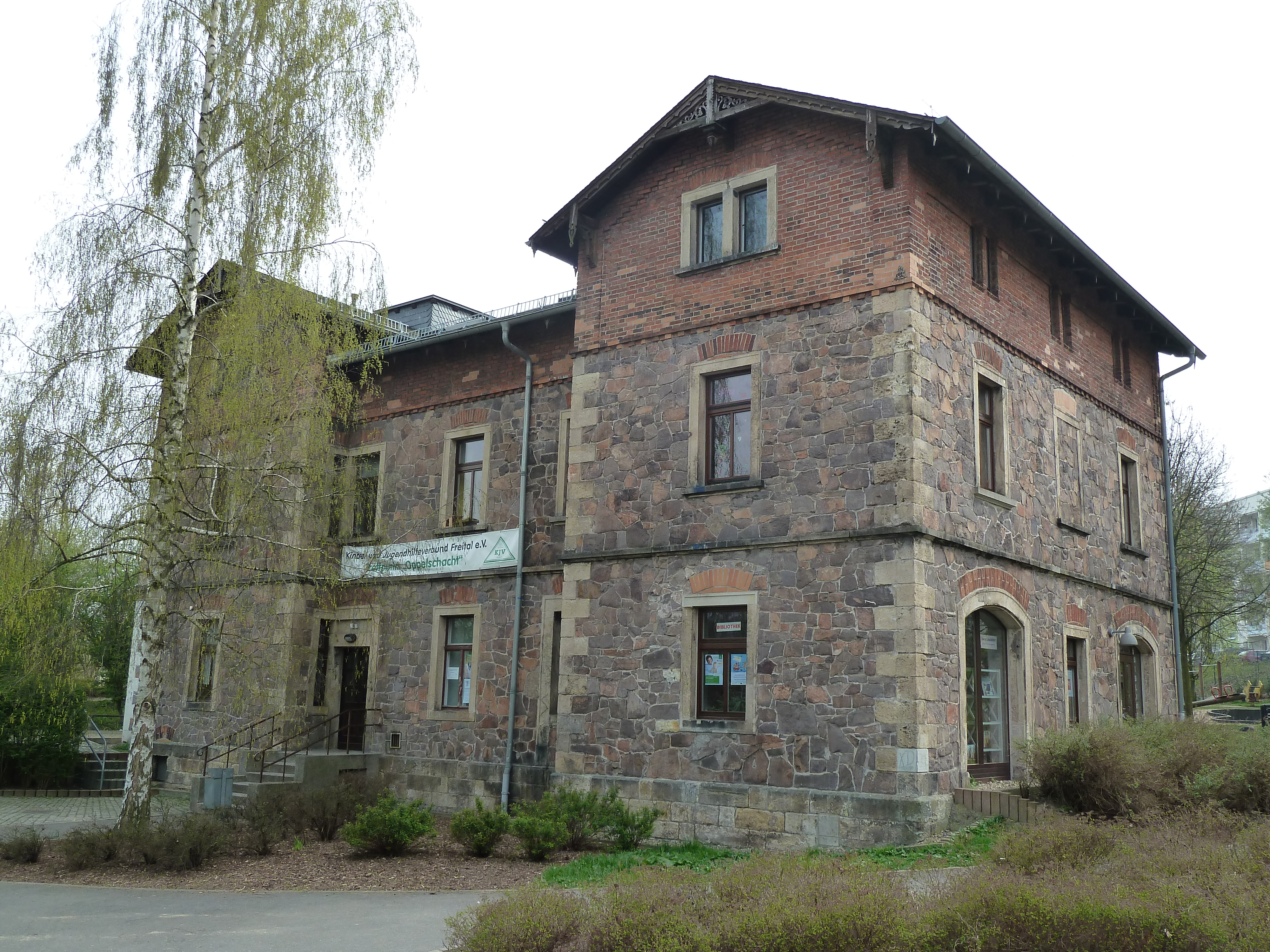
Kohlenschreiberei (2014)

Bereits nach 16,10 Metern Teufe kam es zum Abbruch der Arbeiten, als die Pumpenknechte die eindringenden Wassermassen nicht mehr bewältigten konnten. Erst nachdem im Februar 1836 eine Bohrung auf einen ab 1832 vom Zauckeroder Kunstschacht in der Sohle des Tiefen Elbstolln hergestellten Querschlag niedergebracht wurde, konnte man die Teufarbeiten fortsetzen. Die zusitzende Wassermenge betrug 5 m3/h. Nach nur drei Wochen mussten die Arbeiten jedoch erneut unterbrochen werden. Das zusitzende Wasser hatte den Ausbau so hinterspült, dass ein Zusammenbruch des Schachtes nur mit Mühe verhindert werden konnte. Das Bohrloch verbrach durch die Wassermassen und verstopfte. Es wurde daraufhin wieder durchgestoßen und bis auf 56,70 Meter Teufe verrohrt. Bei einer Teufe des Schachtes von 37,10 Metern verstopfte das Bohrloch unter der Verrohrung erneut. Man entschloss sich zu einer neuen Bohrung, die am 15. Juli 1836 dann den Querschlag zum Tiefen Elbstolln erreichte. Weitere große Probleme traten auf, als man bei 66,60 Metern Teufe die Auskesselung des ersten Bohrloches anfuhr. Der 2,00 × 4,00 m große Trichter erstreckte sich teilweise über die Schachtstöße hinaus. Als dann noch ein Haupttragstempel von 50 cm Durchmesser brach und die Schachtzimmerung verschoben wurde, erwog man ernsthaft eine Aufgabe des Schachtes. Ab dem 4. Februar 1837 konnte das Wasser über den nun fertig gestellten Tiefen Elbstolln abfließen. Erst im April 1839 hatte man nach der neuen Auszimmerung und Aufwältigung des Schachtes wieder die Teufe von 66,60 Metern erreicht. Im Juni 1839 erreichte man, bei einer Teufe von 84,43 Metern, ohne weitere Probleme die Elbstollnsohle. In einer Teufe von 10,50 Metern kam eine gemauerte Rösche von der Wiederitz in den Schacht ein. Nach dem Erreichen der Elbstollnsohle und dem Ausbau des Schachtes wurde die Teufe mit einem Querschnitt von 4,53 m × 2,26 m fortgesetzt. Ab ca. 102 Meter wurde das 4,0 Meter mächtige 1. Flöz durchteuft und bei einer Teufe von 107,79 Metern die I. Hauptstrecke angeschlagen. Danach wurde der Schacht von unten nach oben auf die volle Größe nachgerissen. Im August 1840 waren die Arbeiten beendet.
Für die Förderung und Wasserhaltung waren inzwischen Kesselhaus und Maschinenhaus errichtet und eine Dampfmaschine aufgebaut worden. Die Dampfmaschine mit einer Leistung von 18 PS war 1828 von Christian Friedrich Brendel in Freiberg für das 6. Lichtloch des Tiefen Elbstollns geliefert worden. Als sie dort nicht mehr benötigt wurde, setzte man sie 1840 zum Oppelschacht um. Die Fördermaschine war eine Bobine mit Hanfseilen.
Danach begann man mit der weiteren Teufe des Schachtes. Bei 120,00 Metern wurde das 2. Flöz mit einer Mächtigkeit von 0,60 Metern und bei 127,80 Metern das 3. Flöz mit einer Mächtigkeit von 1,20 Metern durchteuft. Bei 131,57 Metern wurde die II. Hauptstrecke angeschlagen und nach dem Ausbau eines Schachtsumpfes wurde das Abteufen am 31. Dezember 1841 eingestellt.
Am 31. März 1845 stauten sich die Wässer aufgrund eines Elbehochwassers im Tiefen Elbstolln zurück und verfielen in die unter dem Stolln liegenden Baue. Diese ersoffen bis 20,70 Meter über die II. Hauptstrecke.
Im Jahr 1848 erweiterte man die Schachtscheibe an einer Stirnseite um 1,13 Meter, um Platz für ein Holzhängetrum zu schaffen. 1851 wurde der Schacht bis zur III. Hauptstrecke bei 155,95 Metern weiter geteuft.
Im Jahr 1856 erhielt der Schacht auf eigene Kosten einen Anschluss an die Niederhermsdorfer Kohlezweigbahn, was den Abtransport der geförderten Kohlen erheblich erleichterte. Am 25. November 1856 wurde die erste Kohle zum Bahntransport verladen.
1867 erfolgte die weitere Teufe des Schachtes bis zur IV. Strecke bei 186,62 Metern. Eine umfassende Modernisierung der technischen Anlagen erfolgte 1872. Dazu wurde an Stelle des hölzernen Förderstuhls ein Gusseiserner nebst neuem Schachtgebäude errichtet. Auch die veraltete Fördermaschine wurde durch eine Zwillingsdampffördermaschine ersetzt. Zur Förderung wurden jetzt Zweietagen Fördergestelle eingesetzt. Sie waren mit einer White & Grant Fangvorrichtung ausgerüstet. Man konnte damit zwei Hunte ausfördern. Im Juni 1873 erfolgte versuchsweise die Mannschafts-Seilfahrt. Sie wurde allerdings auf die ausfahrende Früh- und Mittagsschicht beschränkt. Die generelle Mannschafts-Seilfahrt wurde erst nach 1881 eingeführt. 1873 wurde auf der IV. Hauptstrecke die Förderung mit Pferden eingeführt.
1873/74 wurde der Schacht bis zur V. Strecke bei 218,25 Metern niedergebracht. Mit dem Ausbau des Schachtsumpfes hatte der Schacht mit 222,00 Metern seine Endteufe erreicht. Der Transport der Kohle wurde auch hier von Pferden bewältigt, wobei ein Zug aus 10 Hunten bestand.
Bei der weiteren Vorrichtung des Grubenfeldes wurden mehrere südlich des Schachtes verlaufende Verwerfungen mit der III., IV. und V. Hauptstrecke durchfahren. Die erste Verwerfung traf man in einer Entfernung von 240 Metern vom Schacht mit einer Sprunghöhe von 8 Metern an. Die zweite Verwerfung, die Beckerschachtverwerfung bestand aus 4 einzelnen Sprüngen mit einer Gesamthöhe von 25 Metern. Sie durchörterte man in einer Entfernung von 375 Metern. Die in einer Entfernung von 945 Metern vom Schacht angetroffene Carolaschachtverwerfung mit einer Sprunghöhe von 32 Metern fuhr man nur mit der V. Hauptstrecke an.

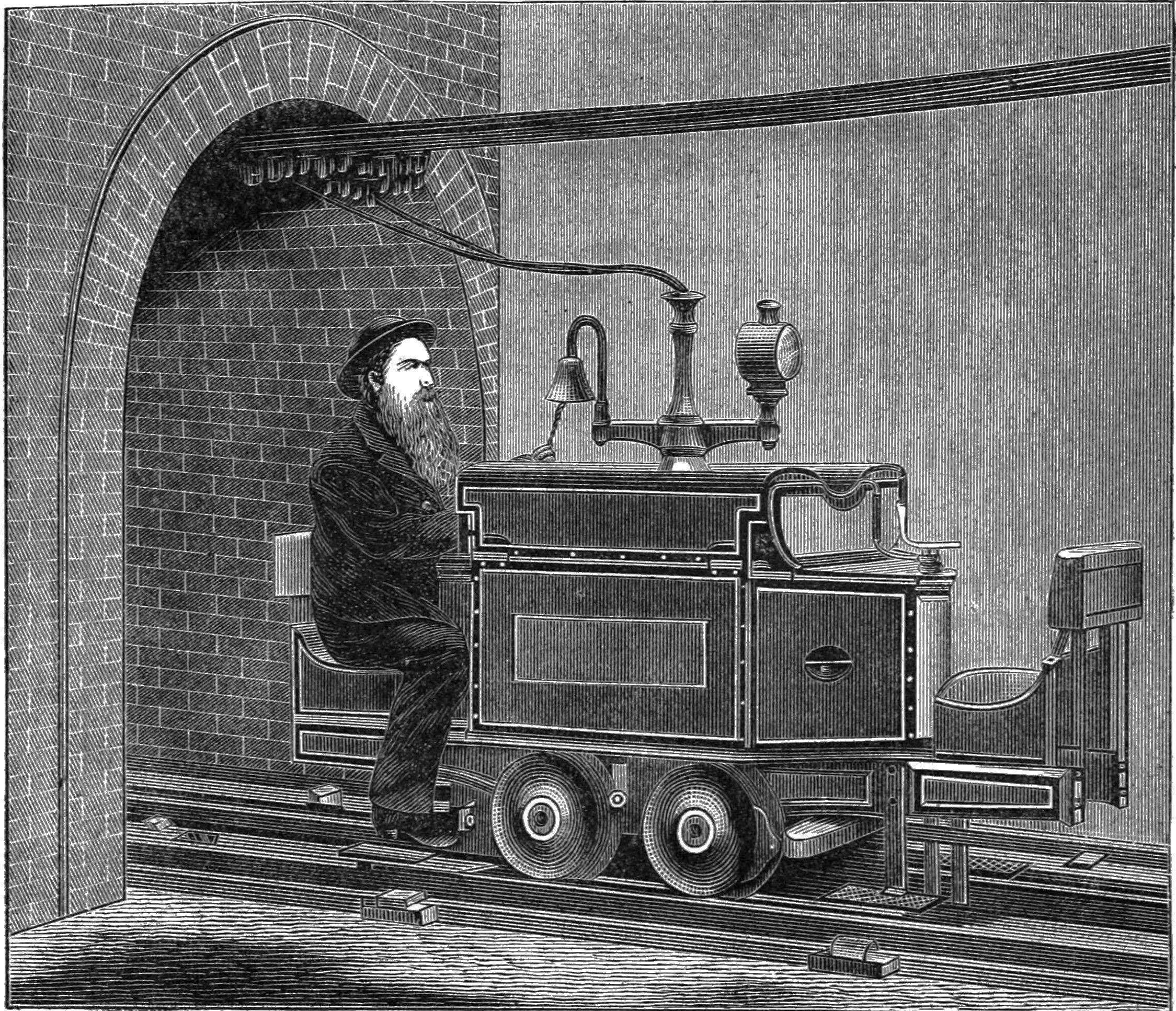
Ursprüngliche Dorothea, dem Werksfoto von 1882 nachempfunden

Die Kohleförderung war auf der V. Hauptstrecke inzwischen auf 800 Hunte pro Tag (16 Stunden) angestiegen. Die Pferdeförderung geriet damit an die Grenze ihrer Leistungsfähigkeit. Daher fiel die Entscheidung zu einer elektrischen Lokförderung. Der zum Flöz führende 720 Meter lange Querschlag wurde doppelgleisig ausgebaut. Die von Siemens & Halske gelieferte Grubenlokomotive absolvierte am 25. August 1882 ihre erste Probefahrt. Die auf den Namen Dorothea (griechisch, „Gabe Gottes“) getaufte Lok war die erste elektrische Lokomotive der Welt im Dauerbetrieb. Sie hatte eine Spurweite von 566 mm, eine Höhe von 1700 mm, eine Breite von 800 mm, eine Länge von 2430 mm und ein Gewicht von 1550 kg. Sie transportierte 15 volle Hunte mit einer Geschwindigkeit von 7 km/h. Die Hunte wurden nicht gezogen, sondern geschoben. Damit sparte man die Zeit des an- und Abkuppelns. Das war möglich, da der Querschlag kein Gefälle hatte. Sie löste auf dem Querschlag die Pferdeförderung ab. Die Transportkosten pro Hunt sanken von 3,70 Pfennige bei der Pferdeförderung auf nur noch 1,69 Pfennige bei der Lokförderung.
Ein 1883 im Südrevier des Schachtes im Alten Mann aufgetretener umfangreicher Grubenbrand, konnte erst nach mehreren Monaten durch den Bau von Branddämmen eingegrenzt und erstickt werden.
Im Januar 1889 wurde zur Erschließung von in einer Mulde liegenden Vorräten die erste elektrische Kettenförderung in Betrieb genommen. Bei einer Länge von 400 Metern wurde ein Höhenunterschied von 8,40 Metern überwunden. Geliefert wurde die Anlage von Schuckert & Co. in Nürnberg.

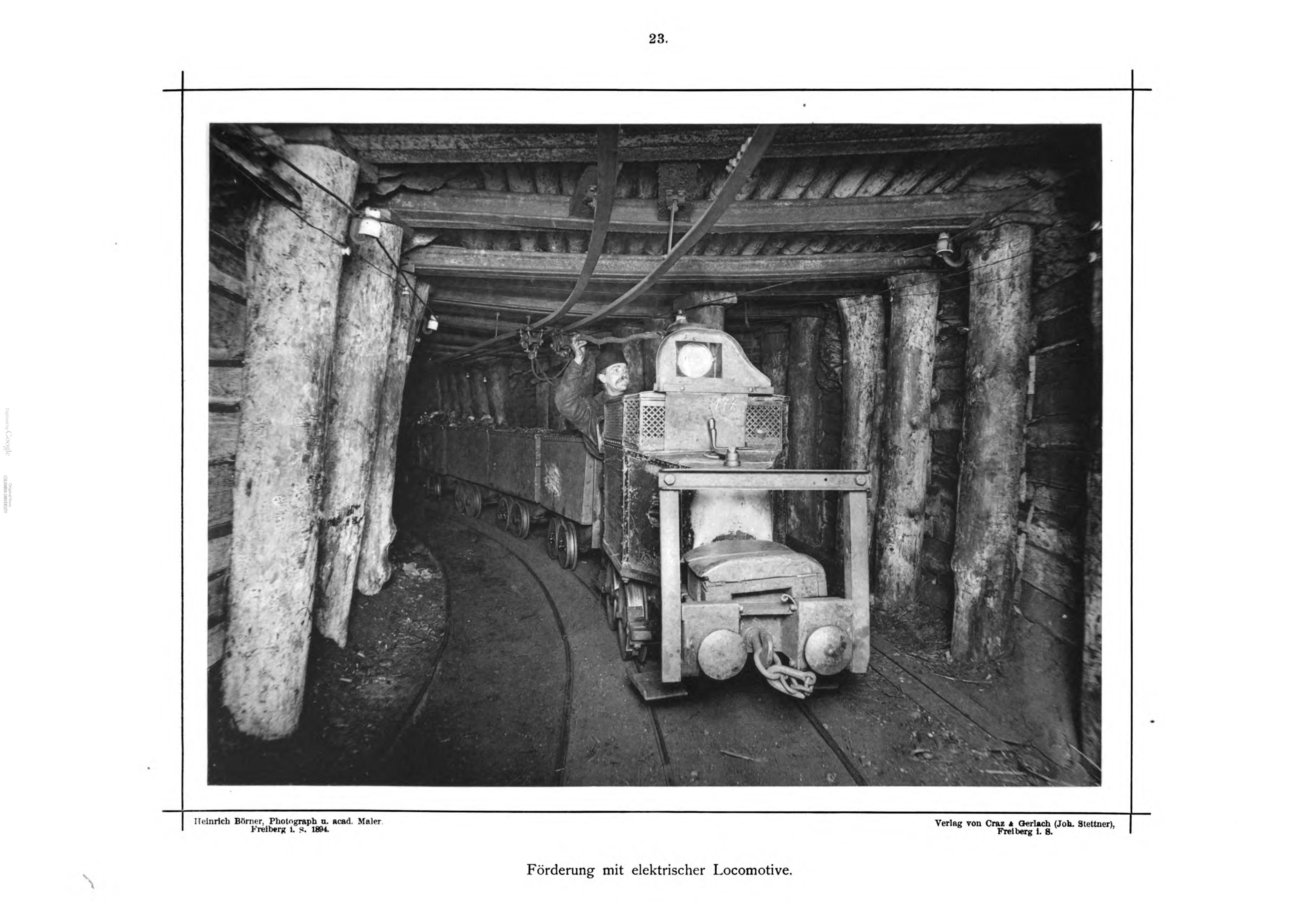
Zweite Grubenlok 1891, Dorothea wurde 1892 so umgebaut

Mit den beim Einsatz der ersten Lok gesammelten Erfahrungen baute Siemens & Halske eine zweite Lok für den Oppelschacht. Diese Lok kam 1891 zum Einsatz. Die erste Lok wurde in Reserve gehalten. Die neue Lok brachte neben konstruktiven Verbesserungen auch eine um 15 Prozent höhere Leistung. Die Transportkosten pro Hunt betrugen jetzt 4,00 Pfennige bei der Pferdeförderung und 1,88 Pfennige bei der Lokförderung. Grundlage sind auch hier 800 Hunte am Tag (16 Stunden). Nach der Stilllegung des Schachtes gab man die Dorothea an den Hersteller zurück.
1892 erfolgte durch die Firma Adolf Bleichert & Co. aus Schkeuditz, die Errichtung einer 720 Meter langen Drahtseilbahn. Diese transportierte Abraum und Waschberge zu einer südöstlich vom Schacht neu angelegten Halde.
1895 wurde eine elektrisch angetriebene Kettenförderung zwischen der V. (−26 m NN) und der VI. (−46 m NN) Hauptstrecke eingebaut. Entwickelt wurde die Anlage von der  Maschinenbauanstalt Humboldt A.G.
1896 begann der Umbau des Schachtes. Er erhielt bis in eine Teufe von 31 Metern einen gemauerten Schachtkopf. Weiterhin wurden ein neues gemauertes Schachtgebäude und ein modernes Fördergerüst mit schmiedeeisernem Seilscheibenstuhl errichtet. Die Arbeiten waren 1897 beendet.
Auch der Oppelschacht war von dem Weißeritzhochwasser am 30./31. Juli 1897 betroffen. Aus Sicherheitsgründen fuhr die Belegschaft am 30. Juli um 18 Uhr aus. Nach dem Wassereinbruch in die Ernst-Strecke wurden am 31. Juli auch die Grubenpferde nach über Tage gebracht. Im Südost Revier hatte das Hochwasser große Schäden verursacht. Die III. Hauptstrecke wurde nur bis zur 40. Untergebirgsstrecke aufgewältigt. Der weitere Verlauf bis zur 50. Untergebirgsstrecke, an die der Döhlener Kunstschacht angeschlossen ist, wurde aufgegeben.
Nachdem 1898 im Nordwestrevier immer wieder Spuren von Schlagwettern festgestellt wurden, wurde der größere Teil des Oppelschachtreviers zur Schlagwettergrube erklärt. Die zwischen der V. und VI. Hauptstrecke betriebene Kettenförderung wurde durch eine neue Anlage von dem Eisenwerk Hasenclever & Sohn bis zur VIII. Hauptstrecke bei −86 m NN ersetzt. Um den gestiegenen Strombedarf der Grube zu decken, wurde von Siemens & Halske ein neues Kraftwerk gebaut. Die Anlagen gingen 1899 in Betrieb.
Nachdem der 500 Meter nordwestlich vom Oppelschacht gelegene Antonschacht 1895 abgeworfen wurde, begann man 1902 mit dem Abbau des über dem Tiefen Elbstolln anstehenden Sicherheitspfeiler des Schachtes.
Am 9. März 1905 besuchte König Friedrich August die Steinkohlenschächte des Döhlener Beckens. Neben dem Glückauf-Schacht in Bannewitz, besuchte er auch den Oppelschacht und den Königin-Carola-Schacht.
Am 10. Juni 1906 erfolgte auf der XII. Hauptstrecke, vom Oppelschacht aus der Durchschlag bei einer Teufe von 481, 5 Metern in den König-Georg-Schacht. Der König Georg Schacht, obwohl noch in der Teufe begriffen, diente jetzt als einziehender Wetterschacht.
1907 wurde zwischen der VIII. und der bei  −126 m NN liegenden X. Hauptstrecke ein elektrisch angetriebener Kettenförderer der Maschinenfabrik Petzold aus Döhlen eingebaut.
Nachdem am 1. Mai 1910 die erste Seilfahrt bis zur XII. Hauptstrecke auf dem König-Georg-Schacht erfolgte, wurde die Belegschaft des Oppelschachtes zum König-Georg-Schacht verlegt.
Nach der Weigerung der Belegschaft vor Ort acht Stunden zu arbeiten, wurde am 22. September 1920 das Dreischichtsystem eingeführt.
1923 wurde die alte Wasserhaltung auf der V. Hauptstrecke durch eine elektrische Zwillings Hochdruckpumpe mit einer Förderhöhe von 230 Metern und einer Leistung von 2,7 m³/h ersetzt.
Mit dem Gesetz vom 30. Januar 1924 wurde das Steinkohlenwerk Zauckerode rückwirkend zum 1. April 1923 dem Staatskonzern Aktiengesellschaft Sächsische Werke (ASW) unter der Bezeichnung Steinkohlenwerk Freital übertragen. Der Oberbergverwalter A. Wolf rationalisierte den Betrieb. Alle unwirtschaftlichen Abbauorte wurden eingestellt. Die Belegschaft wurde zwischen 1924 und 1928 fast halbiert, während das Kohleausbringen annähernd gleich blieb. Vor allem junge Bergleute wurden in die Braunkohlengruben Hirschfelde, Böhlen und Espenhain umgesetzt. In der Folge wurde der Betrieb des König-Georg-Schachtes eingestellt. Die verbliebenen Arbeitskräfte wurden auf den Oppelschacht und den Königin-Carola-Schacht verteilt. Die noch vorhandene Pferdeförderung im Oppelschacht wurde 1925 beendet.
Nach der Erschöpfung der Kohlevorräte im Revier des Oppelschachtes wurde der Betrieb am 30. Juni 1927 eingestellt und der Schacht verfüllt. Die Belegschaft wurde zum König-Georg-Schacht versetzt und dort der Betrieb wieder aufgenommen.
1980 wurde der Schacht durch die Bergsicherung Dresden nachverwahrt.

### Wetterschacht
Den Wetterschacht teufte das Königliche Steinkohlenwerk 1883 bei 190,43 m NN ab. Er befand sich etwa 35 Meter nördlich vom Förderschacht. Bei 81,23 Metern wurde der Tiefe Elbstolln erreicht. Die Endteufe betrug 84,40 Meter. Nach der Ausmauerung des Schachtes wurde er 1884 mit einem Winter-Ventilator der Maschinenbaufabrik Barop mit einem Durchmesser von 2,20 Metern ausgerüstet. 1909 wurde der Ventilator außer Betrieb genommen. Nach der Stilllegung des Albertschachtes im Jahr 1922 wurde der Wetterschacht wieder benötigt. Vor der Wiederinbetriebnahme wurde der alte Ventilator durch einen Pelzer-Ventilator mit einem Durchmesser von 1,46 Metern ersetzt. Angetrieben wurde er von einem Drehstrommotor mit 54 PS. Bei 480 Umdrehungen pro Minute förderte der Ventilator 1200 m3 Luft pro Minute. Ab 1935 wurde die Wetterwirtschaft neu geregelt. Der Schacht erhielt einen Zentrifugallüfter mit einer Leistung von 1000 m3 Luft pro Minute. Nach dem Aufschluss des Kaiserschacht-Feldes reichte die Wettermenge nicht mehr aus. Der Schacht erhielt im Juli 1953 zwei zweistufige Axiallüfter sowjetischer Bauart mit einem Durchmesser von 1,40 Metern und einer Leistung von je 700 m3/min Sie wurden hintereinander installiert. Die Wettermenge stieg damit auf 2400 m3 pro Minute. Allerdings wurde der alte Lüfter nur in Reserve gehalten. Nach der Einstellung des Bergbaus im Juli 1959 wurde der Wetterschacht verfüllt.
1979 wurde der Schacht durch die Bergsicherung Dresden nachverwahrt.

### Arthur-Teuchert-Schacht
In der Notzeit nach dem Zweiten Weltkrieg begann das Steinkohlenwerk Freital mit der Aufwältigung des verwahrten Oppelschachtes. Ziel war es, den verbliebenen Schachtsicherheitspfeiler des Oppelschachtes zu gewinnen. Nach kurzer Zeit stellte man fest, dass die Schachtröhre stark deformiert und der Aufwand zur Sicherung zu groß war. Am 1. August 1946 wurde deshalb in einer Entfernung von 45 Metern vom Hauptschacht, bei 188,76 m NN, mit der Teufe eines neuen Schachtes begonnen. Ende Januar 1947 durchteufte man bei 92 Metern das 3,20 Meter mächtige 1. Flöz. Im Februar 1947 wurde bei 98 Metern das 0,35 Meter mächtige 2. Flöz und im März bei 103,40 Metern das 1,30 Meter mächtige 3. Flöz durchteuft. Am 8. März 1947 wurde mit 105 Metern die Endteufe erreicht. Das Füllort der I. Hauptstrecke wurde in einer Teufe von 93,72 Metern angeschlagen. In einer Teufe von 40,96 Metern wurde eine Strecke zur Verbindung mit dem Tiefen Weißeritzstolln angeschlagen. 1947 wurde dort die Kohleförderung aufgenommen.
Ab 1. Juni 1946 wurde das Werk der Industrieverwaltung I Steinkohle unterstellt. Am 17. Oktober 1947 wurde zwischen der Verwaltung der Kohleindustrie Sachsen und der Militäreinheit, Feldpostnummer 27304 (Wismut AG) ein bis zum 31. Dezember 1948 geltender Pachtvertrag abgeschlossen. Die Wismut pachtete den Oppelschacht mit allen Gebäuden und Anlagen, sowie Personal für monatlich 15.000 RM. Die Wismut kommt für alle Kosten auf. Der Schacht wurde als Schacht 94 geführt. Zuständig war der Stellvertreter des Leiters der Verwaltung, Oberstleutnant Georgi Wassiljewitsch Salimanow. Am 29. Juni 1948 wurde ein Vertrag zur Rückgabe des Schachtes an das Steinkohlenwerk Freital. abgeschlossen. Die Verwaltungsgebäude am Oppelschacht wurden weiterhin durch die Wismut gepachtet. Ab 1. Juli 1948 gehörte das Werk als VEB Steinkohlenwerk Freital zur VVB Steinkohle Zwickau. Am 12. November 1949 einigten sich das Objekt 06 der Wismut AG und die VVB Steinkohle Zwickau über die Begleichung der gegenüber der Wismut noch offenen Forderungen.
Am 24. Oktober 1948 fuhr der Hauer Arthur Teuchert nach dem Vorbild Adolf Henneckes eine „Hochleistungsschicht“, bei der er die Norm mit 480 Prozent übererfüllte. Arthur Teuchert zu Ehren führte das Bergwerk fortan den Namen „Arthur-Teuchert-Schacht“.
Ab August 1952 wurde der Oppelschacht ab einer Teufe von 102,6 m aufgewältigt und bis zur V. Hauptstrecke als Blindschacht in Betrieb genommen. Als Blindschachtfördermaschine sollte die Fördermaschine des Schachtes 2 Unteres Revier eingesetzt werden. Diese befand sich aber noch bis September 1953 dort im Einsatz. Die V. Hauptstrecke wurde aufgewältigt und zur Förderung die seit 1943 beim Lichtloch 21 Tiefer Weißeritzstolln eingesetzte, von Siemens & Schuckert gebaute Akkulok, eingesetzt. Bis Juni 1955 wurde der Sicherheitspfeiler des Oppelschachtes und eine große Fläche des 3. Flözes abgebaut.
In den 1950er Jahren erstreckte sich der Abbau nur noch auf einige Restflächen minderer Qualität und Flözmächtigkeit, die in früherer Zeit von der Gewinnung ausgenommen worden waren. Nach der endgültigen Erschöpfung der Vorräte im Grubenfeld wurde die Förderung 1957 eingestellt. Der Schacht wurde abgeworfen und die 120 m als Blindschacht genutzte Schachtlänge nicht verfüllt.
1979 wurde der Schacht durch die Bergsicherung Dresden nachverwahrt.

## Heutige Situation

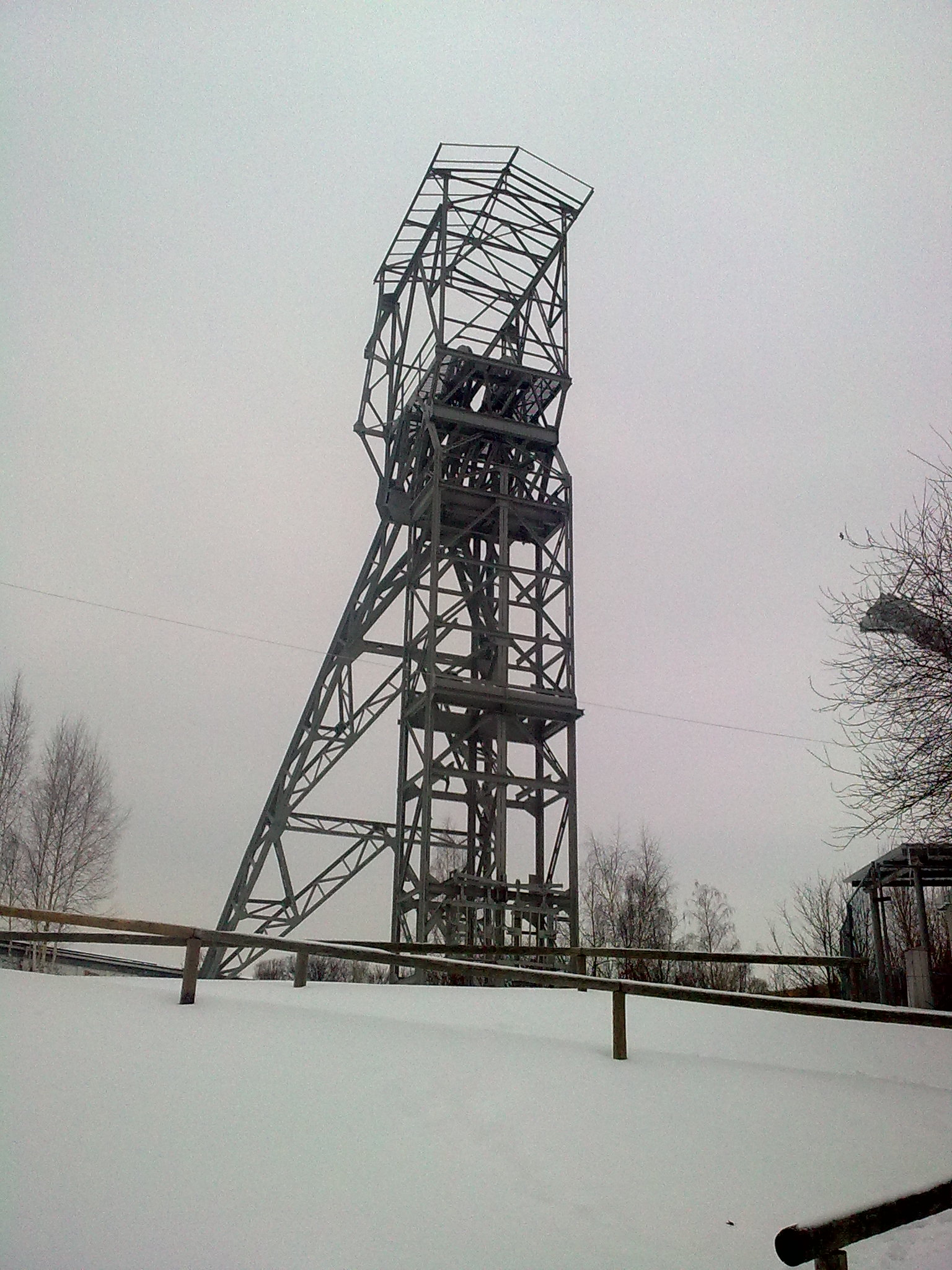
Fördergerüst von Schacht II Gittersee auf dem Oppelschacht 3 (2010)

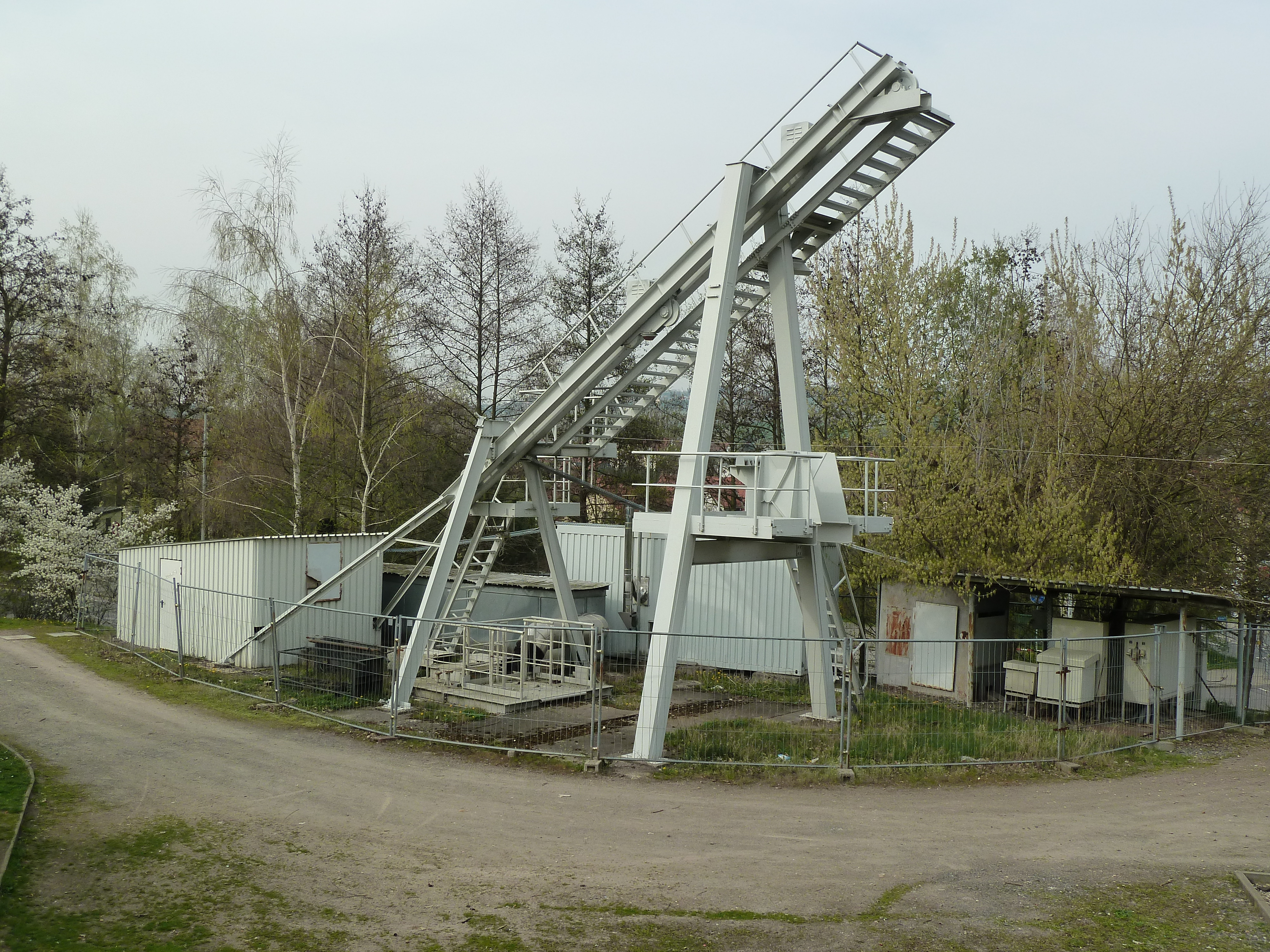
Untersuchungsschacht der Bergsicherung Freital (2014)

Von den Tagesanlagen ist heute nur noch das Gebäude der früheren Kohlenschreiberei erhalten. Es wird von der Stadt Freital als Jugendclub und Bibliothek nachgenutzt.
Im Jahr 1993 teufte die Bergsicherung Freital auf dem Schachtgelände einen Untersuchungsschacht für die Erweiterung des Tiefen Elbstollns in das Grubenfeld Gittersee („Wismutstolln“). Das Fördergerüst steht auch im Jahr 2015 noch auf dem Schachtgelände.
Im Jahr 2001 wurde auf dem Schachtareal das Fördergerüst des Schachtes 2 in Dresden-Gittersee als Technisches Denkmal neu aufgestellt.